# Раевский, Владимир Федосеевич
Владимир Федосеевич Рае́вский (28 марта [8 апреля] 1795 — 8 [20] июля 1872) — русский поэт и публицист, декабрист из рода Раевских. Участник Отечественной войны 1812 года.

## Биография
Родился в селе Хворостянке Старооскольского уезда (ныне Губкинский район  Белгородской области) в семье помещика среднего достатка. Отец — курский помещик, отставной майор Феодосий Михайлович Раевский (1768—1824), мать — Александра Андреевна Раевская (урожденная Фенина) (1772—1810).
С 1803 по 1811 год учился в Московском университетском благородном пансионе. Его соучениками были будущие декабристы Николай Иванович Тургенев, И. Г. Бурцов, Н. А. Крюков. Соучеником Раевского по пансиону был и Александр Сергеевич Грибоедов. По окончании пансиона в 1811 году был зачислен в Дворянский полк при 2-м кадетском корпусе в Петербурге, где учился вместе с будущим декабристом Г. С. Батеньковым и откуда 21 мая 1812 года был выпущен прапорщиком, получив назначение в 23-ю артиллерийскую бригаду.
Участник Отечественной войны 1812 года. После Бородинского сражения получил золотую шпагу с надписью «За храбрость» (26.08.1812), Орден Святой Анны 4 ст. (22.09.1812) за отличие у деревни Гремячево (иногда в источниках упоминают «за сражение под Гремячем», но такое сражение в войне 1812 года не фиксируется). 22 октября 1812 года за отличие в бою под городом Вязьмой был произведен в подпоручики, а уже 21 апреля 1813 года стал поручиком за многие отличия и разные дела. 21 ноября 1814 года — закончил войну в польских землях штабс-капитаном (звание присвоено в январе 1814 г.). В 1815—1816 адъютант командующего артиллерией 7-го пехотного корпуса в Каменец-Подольске, где в 1816 году стал членом тайного офицерского кружка.
После 30 января 1817 года в отставке, однако, прожив полтора года дома, в кругу семьи, Раевский, по настоянию отца, совпавшему с его желанием, вернулся на военную службу, но не в артиллерию, а в пехоту. 2 июля 1818 года штабс-капитан Раевский В. Ф. был зачислен в 32-й егерский полк (18-я пехотная дивизия 7-го пехотного корпуса 2-й армии), расквартированный в местечке Линцы Липовецкого уезда Киевской губернии. Прослужив до конца года в 32-м егерском полку, Раевский, вторично по настоянию отца, переводится в кавалерию — в Малороссийский кирасирский полк, размещенный в Старом Осколе, поблизости от его родового имения Хворостянки. Приказ об его переводе датирован 6 декабря 1818 года, но предписание командира полка Непенина А. Г. было отдано Раевскому лишь 25 февраля 1819 года. Для оформления документов Раевский отправился в Тульчин (главная квартира 2-й армии), где его приняли в «Союз благоденствия». Для службы в кавалерийском полку Раевский «чувствовал здоровье своё слабым», перевод в кирасирский полк был против его желания, и в 1820 году приказом от 9 февраля был переведен обратно в 32-й егерский полк. Командиром его по-прежнему был полковник А. Г. Непенин. Полк, расквартированный в Аккермане, к этому времени был переведен из 18-й пехотной дивизии в 16-ю, командиром которой был член Союза благоденствия генерал-майор М. Ф. Орлов. Главной заботой Раевского в армии было просвещение солдат. В то время М. Ф. Орлов ввёл в дивизии школы для нижних чинов по методу взаимного обучения (т. н. ланкастерские школы) и начальником этих школ 3 августа 1821 года назначил майора Раевского. Приняв в своё заведование дивизионные школы, Раевский по поручению Орлова разработал «Учреждение школы взаимного обучения» и «Постановление для учебного заведения при 16-й пехотной дивизии». Одновременно он готовил учебные программы и конспекты уроков для юнкеров и воспитанников ланкастерской школы.
С юности и до глубокой старости Раевский писал стихи. Дружил с А. С. Пушкиным, именно Александр Сергеевич 5 февраля 1822 года предупредил Раевского о неминуемом аресте. 6 февраля 1822 года Раевский был арестован, являясь, по мнению командира 6-го пехотного корпуса 2-й армии генерал-лейтенанта И. В. Сабанеева (16-я дивизия входила в состав этого корпуса), «главною пружиною ослабевшей дисциплины по 16-й дивизии». Находился под надзором в Кишинёве. Так В. Ф. Раевский вошёл в историю как первый декабрист. Затем был переведён в Тираспольскую крепость, где провел в одиночном заключении четыре года, после в Петропавловской крепости, а затем в крепости Замосць близ Варшавы. В конце концов, по решению следственной комиссии во главе с великим князем Михаилом Павловичем Владимир Федосеевич Раевский был лишён дворянского чина, орденов и сослан на поселение в село Олонки Иркутской губернии навечно. Успешно хлебопашествовал, огородничал: устроил парники, выращивал арбузы и дыни; купил мельницу, завёл лошадей; крестьянское общество поручило ему, как грамотному и умелому человеку, вести общую торговлю; устроил школу для крестьянских детей.

### Брак и дети
В ссылке в 1829 году Раевский женился на крещёной бурятке  Середкиной (Раевской) Евдокии Моисеевне (1.03.1811—22.04.1875), крестьянке села Олонки Идинской волости Иркутской губернии, родившей ему девятерых детей:
1. Константин (1829—8.09.1830)
2. Александра (1830— после 1872), в первом браке с 1848 года замужем за горным исправником, затем смотрителем Александровского винокуренного завода волынским дворянином Бернатовичем Карлом Осиповичем (?—до 1865), во втором браке с 1865 года — за красноярским окружным врачом Г. А. Богоявленским[4]
3. Вера (1834—1904), с 1850 года замужем за действительным статским советником Федором Владимировичем Ефимовым (1823—1882); к 1865 году имела 4 сыновей.
4. Юлий (1836—22.05.1870), сотник забайкальского казачьего войска, адъютант М. С. Корсакова (1858), затем адъютант П. П. Липранди в Варшаве. В 1864 произведён в ротмистры и, выйдя в отставку, вернулся к родителям в Олонки. Был женат на Анне Аркадьевне Вакуловской-Дощинской, дочери генерал-майора Аркадия Осиповича Вакуловского-Дощинского. Умер в Благовещенске.
5. Александр (1840— после 1872), юнкер-артиллерист. 7-я Артиллерийская бригада. Штабс-капитан с 3-го сентября 1861 г. В 1863 году капитан артиллерии, служил в Царстве Польском. Участник подавления польского восстания 1863 года, председатель Следственной комиссии при Начальнике Радомского военного отдела Ушакове. В 1868 году подполковник, в 1869 году переведен в Кронштадтскую крепостную артиллерию командиром роты.
6. Михаил (15.11.1844—2.04.1882), юнкер артиллерийской бригады в Чите (1857), войсковой старшина, в 1861 переведён в Варшаву в корнеты Смоленского уланского полка, в 1863 произведён в поручики. Выйдя в отставку, вернулся в Олонки к родителям. Похоронен рядом с родителями.
7. Валерьян (1846—15.07.1902), в 1856 в Иркутской гимназии; служил писарем сельской управы в Олонках, заседателем в Усть-Балейской волости; в 1865 служил в суде в Иркутске при своем зяте Ф. В. Ефимове; в 1870 — в окружном полицейском управлении в Красноярске. Похоронен на церковном кладбище в селе Куда.
8. Вадим (16.10.1848—27.07.1882), с 1861 воспитывался в семье бездетной тетки Веры Федосеевны Поповой, урождённой Раевской (1807—1890), стал её наследником, но умер раньше; учился в Харькове и Москве. Умер в слободе Морквино Новооскольского уезда Курской губернии (ныне посёлок Чернянка Белгородской области).
9. Софья (1851 — до 1902), в 1866 окончила Иркутский девичий институт. Пианистка. Замужем за Прокопием Яковлевичем Дьяченко, начальником в 1879—1889 III-го Отделения общего губернского управления Енисейской губернии.

По манифесту 26 июня 1856 года об амнистии ему и детям дарованы права потомственного дворянства и разрешено вернуться в европейскую часть России и жить, где пожелают, за исключением столиц, с установлением секретного надзора. В 1858 году на краткое время приезжал в европейскую часть России, а затем вернулся в Сибирь, где дожил до 8 июля 1872 года. Умер в селе Малышовка, похоронен в Олонках.